# Johan van Sleeswijk-Holstein-Gottorp

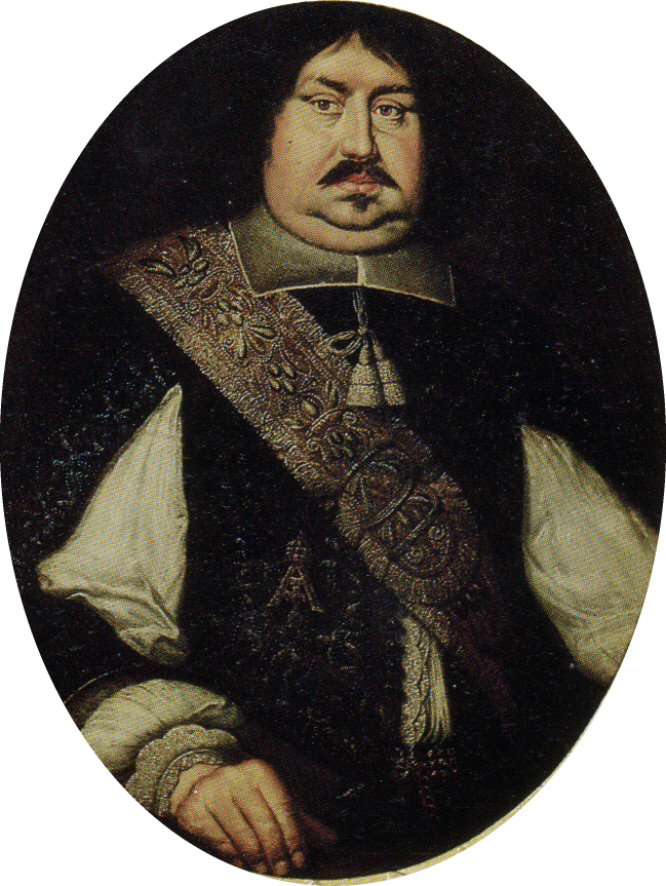
Johan van Sleeswijk-Holstein-Gottorp.

Johan X van Sleeswijk-Holstein-Gottorp bijgenaamd Bisschop Hans (Sleeswijk, 18 maart 1606 - Eutin, 21 februari 1655) was van 1634 tot aan zijn dood lutheraans bisschop van Lübeck. Hij behoorde tot het huis Sleeswijk-Holstein-Gottorp

## Levensloop
Johan was de derde zoon van hertog Johan Adolf van Sleeswijk-Holstein-Gottorp en diens echtgenote Augusta, dochter van koning Frederik II van Denemarken. In 1634 volgde hij zijn oom Johan Frederik op als bisschop van Lübeck.
Hij was de eerste bisschop van Lübeck die permanent in het Slot van Eutin ging resideren, dat hij liet ombouwen en uitbreiden. Hij probeerde geleerden en wetenschappers naar zijn hof te doen trekken en de economische ontwikkeling van zijn bisdom te bevorderen. Dit verliep echter moeilijk omdat er in 1638 en 1639 een pestepidemie uitbrak in het bisdom. Ook de Dertigjarige Oorlog belastte het bisdom: zo waren er in 1638/1639 en 1643 Deense troepen ingekwartierd in de stad Eutin en werd er in december 1643 een Zweeds cavalerieregiment voor verzorging naar Eutin gebracht.
Bij de onderhandelingen in Osnabrück die tot de Vrede van Westfalen leidden, werd het voortbestaan van het bisdom Lübeck ernstig bedreigd. Het bisdom zou namelijk mogelijk gebruikt worden als territoriale compensatie voor andere staten. Door geschikte en excellente onderhandelaars af te vaardigen, waaronder zijn raadgevers David Gloxin en Christian Cassius, wist Johan dit gevaar af te wenden en het voortbestaan van zijn bisdom te garanderen. 
In februari 1655 stierf Johan op 48-jarige leeftijd.

## Huwelijk en nakomelingen
Op 7 mei 1640 huwde Johan met Julia Felicitas (1619-1661), dochter van hertog Julius Frederik van Württemberg-Weiltingen. Het huwelijk verliep uiterst ongelukkig en in 1648 vroeg Johan de echtscheiding aan, die in 1653 plaatsvond. Ze kregen vier kinderen:
- Christina Augusta Sabina (1642-1650)
- Julius Adolf Frederik (1643-1644)
- Johan Julius Frederik (1646-1647)
- Johan August (1647-1686)